# Namory Cisse
Namory Noel Cisse (* 5. Jänner 2003) ist ein österreichischer Fußballspieler.

## Karriere
Cisse begann seine Karriere beim Innsbrucker SK. Im November 2009 wechselte er in die Jugend des FC Wacker Innsbruck. Im Oktober 2017 wechselte er nach Deutschland in die Jugend des 1. FC Köln. Bei den Kölnern durchlief er in Folge bis 2022 sämtliche Altersstufen. Im April 2022 absolvierte er sein erstes und einziges Spiel für die zweite Mannschaft der Kölner in der Regionalliga West.
Zur Saison 2022/23 wechselte Cisse in die Niederlande zum Erstligisten Fortuna Sittard. Für Sittard kam er aber nie zum Einsatz. Zur Saison 2023/24 kehrte der Angreifer nach Österreich zurück und schloss sich dem Bundesligisten SC Austria Lustenau an, bei dem er einen bis 2025 laufenden Vertrag erhielt. Sein Debüt in der Bundesliga gab er im Juli 2023, als er am ersten Spieltag jener Saison gegen den TSV Hartberg in der 82. Minute für Lukas Fridrikas eingewechselt wurde. Mit dem Team stieg er zu Saisonende aus der Bundesliga ab. Nach 53 Einsätzen, in denen er achtmal traf, verließ Cisse den Verein nach der Saison 2024/25 per Vertragsende.
Zur Saison 2025/26 wechselte Cisse anschließend nach Tschechien zu Erstligist FK Dukla Prag.